# Michelle Belegrin
Michelle Belegrin is een Amerikaans actrice en model.